# Bob Drake
Bob Drake (San Francisco, 14 december 1919 - Woodland Hills, 18 april 1990) was een Amerikaans autocoureur.
Hij reed op 20 november 1960 zijn enige Grand Prix in de Formule 1 voor Maserati. Hij werd dertiende met een achterstand van zeven rondjes op de winnaar.